# Ajmagy v Číně

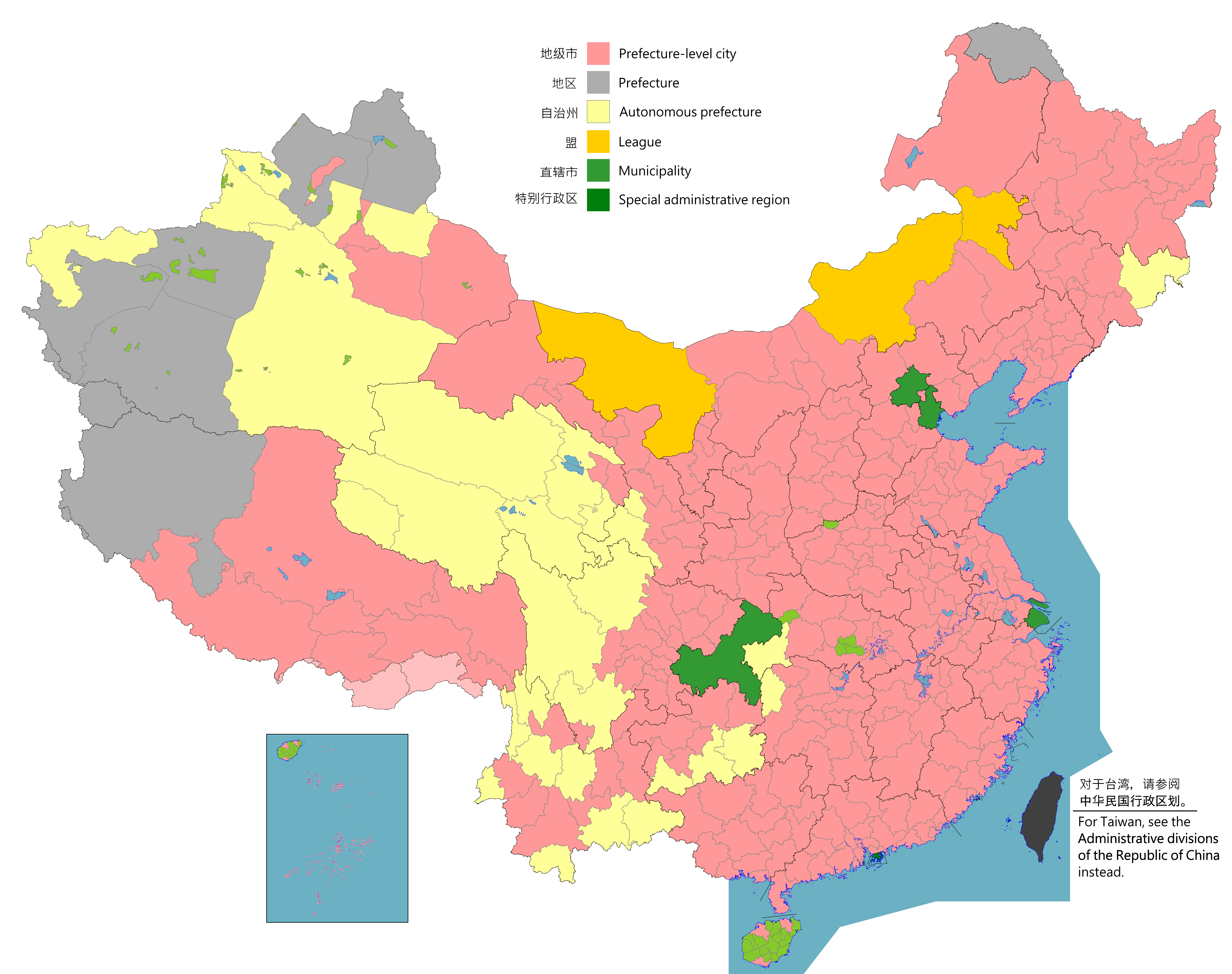
Dělení Čínské lidové republiky na prefekturní úrovni:
Městské prefektury
Autonomní kraje
Prefektury
Ajmagy
Celky na nižší nebo vyšší úrovni:
Celky na nižší než prefekturní úrovni
Přímo spravovaná města
Subprovinční města

Ajmag (mongolsky аймаг; čínsky v českém přepisu meng, pchin-jinem méng, znaky 盟) je správní jednotka v Čínské lidové republice. Ajmagy existovaly i v předešlých čínských státech – Čínské republice a říši Čching. Zřizovány byly v regionech osídlených Mongoly.

## Říše Čching a Čínská republika
V říši Čching byla většina vnitřního Mongolsko rozdělena na šest ajmagů – Žirim, Žuu uda, Zostyn, Šilijn gol, Uláncab a Jeke žuu; zbytek podléhal přímo ústřední vládě. Podobně teritorium vnější Mongolsko (tedy dnešního Mongolska) po připojení k říši Čching roku 1691 zaujímaly tři (od roku 1725 čtyři) ajmagy. Čínská republika roku 1928 ajmagy vnitřního Mongolska zrušila a nahradila je provinciemi.

## Čínská lidová republika
V systému administrativního členění Čínské lidové republiky jsou ajmagy celky druhé (prefekturní) úrovně, vedle městských prefektur, prefektur a autonomních krajů. Existují pouze v autonomní oblasti Vnitřní Mongolsko, která byla rozdělena na ajmagy po svém ustavení roku 1947. Z původních 13 ajmagů zabírajících téměř celou provincii zůstaly jen tři (Alšá na východě a Šilijn gol a Chjangan na západě). Tři byly včleněny do sousedních ajmagů v padesátých letech a zbylých sedm bylo po roce 1983 změněno v městské prefektury.
Ajmagy podléhají vládě autonomní oblasti Vnitřní Mongolsko, dělí se na korouhve, případně okresy, nebo městské okresy.
| Název      | Název          | Název                                     | Poloha           | Hlavní město |
| mongolsky  | čínsky (znaky) | čínsky (Český přepis čínštiny, pchin-jin) | Poloha           | Hlavní město |
| ---------- | -------------- | ----------------------------------------- | ---------------- | ------------ |
| Alšá       | 阿拉善         | A-la-šan Ālāshàn                          | Ajmag Alšá       | Bajan chot   |
| Šilijn gol | 锡林郭勒       | Si-lin kuo-le Xīlínguōlè                  | Ajmag Šilijn gol | Šilijn chot  |
| Chjangan   | 兴安           | Sing-an Xīng'ān                           | Ajmag Alšá       | Ulán chot    |

| Název                 | Název            | Název                                               | Hlavní město | Zrušen           | Nahrazen                                                                              |
| mongolsky             | čínsky (znaky)   | čínsky (Český přepis čínštiny, pchin-jin)           | Hlavní město | Zrušen           | Nahrazen                                                                              |
| --------------------- | ---------------- | --------------------------------------------------- | ------------ | ---------------- | ------------------------------------------------------------------------------------- |
| Bajan núr             | 巴彦淖尔         | Pa-jen nao-er Bāyànnào'ěr                           | Lin-che      | 1. prosince 2003 | reorganizován v městskou prefekturu Bajan núr                                         |
| Čachar                | 察哈尔           | Čcha-čcha-že Cháhā'ěr                               | Pao-čchang   | 1. října 1958    | začleněn do ajmagu Šilijn gol                                                         |
| Chölönbujr            | 呼伦贝尔         | Chu-lun-pej-er Hūlúnbèi'ěr                          | Chajlar      | 10. října 2001   | reorganizován v městskou prefekturu Chölönbujr                                        |
| Chölönbujr-Nawenmuren | 呼伦贝尔纳文慕仁 | Chu-lun-pej-er na-wen-mu-žen Hūlúnbèi'ěr Nàwénmùrén | Chajlar      | 1. dubna 1953    | začleněn do ajmagu Chölönbujr                                                         |
| Žirim                 | 哲里木           | Če-li-mu Zhélǐmù                                    | Tchung-liao  | 13. ledna 1999   | reorganizován v městskou prefekturu Tchung-liao                                       |
| Zostyn                | 卓索图           | Čuo-suo-tchu Zhuósuǒtú                              |              | před 1949        | dnes jsou jeho území rozdělena mezi městské prefektury Fu-sin, Čchao-jang a Čch'-feng |
| Žuu uda               | 昭乌达           | Čao-wu-ta Zhāowūdá                                  | Čch'-feng    | 10. října 1983   | reorganizován v městskou prefekturu Čch'-feng                                         |
| Nawenmuren            | 纳文慕仁         | Na-wen-mu-žen Nàwénmùrén                            | Zalantun     | 11. dubna 1949   | začleněn do ajmagu Chölönbujr-Nawenmuren                                              |
| Uláncab               | 乌兰察布         | Wu-lan-čcha-pu Wūlánchábù                           | Ťi-ning      | 1. prosince 2003 | reorganizován v městskou prefekturu Uláncab                                           |
| Jeke žuu              | 伊克昭           | I-kche-čao Yīkèzhāo                                 | Tung-šeng    | 26. února 2001   | reorganizován v městskou prefekturu Ordos                                             |